# Kim Ki-duk
Kim Ki-duk (en hangul 김기덕, romanización revisada del coreano: Gim Gideok; Boghwa, 20 de diciembre de 1960-Riga, 11 de diciembre de 2020) fue un director de cine surcoreano y uno de los más conocidos representantes de la vanguardia cinematográfica de su país. Proveniente de una familia de clase obrera y sin haber recibido formación técnica como cineasta, Kim comenzó su carrera como guionista y director a los 33 años de edad.[cita requerida]
Fue autor de una docena de obras que en algunos casos tenían un abordaje altamente experimentales. Es distintivo el ritmo pausado de su cine, así como el fuerte contenido visual muchas veces cruento, el parsimonioso uso del diálogo y el énfasis en elementos criminales o inadaptados a la sociedad. Esto último refleja la posición de Kim dentro de la sociedad surcoreana en general y el ámbito fílmico en particular.[cita requerida]

## Biografía
Kim nació el 20 de diciembre de 1960 en Bonghwa, en la provincia de Gyeongsang del Norte, en el seno de una familia rural. Trasladados a Seúl cuando el cineasta tenía nueve años, se educó para trabajar en agricultura, pero abandonó su formación para trabajar como obrero fabril a los diecisiete años. Se alistó en la infantería de marina del ejército surcoreano a los veinte años y prestó servicio como suboficial hasta los veinticinco; a su baja se dedicó a la pintura —una afición desde niño—, ganándose la vida como acólito en un templo budista.[cita requerida]

## Carrera
Según él, fue en París donde acudió por primera vez al cine. Entre las primeras películas que vio, se cuentan El silencio de los corderos, de Jonathan Demme, y Los amantes del Pont Neuf, de Léos Carax. Ambas le causaron una gran impresión. De regreso a Corea, su recién descubierta afición le llevó a presentarse en varios concursos de guion. En 1993, obtuvo el premio mayor del Instituto Nacional del Guion de Corea del Sur por Un pintor y un criminal condenado a muerte. En 1994, logró la tercera plaza del concurso organizado por el Consejo Coreano de Cine (KOFIC), con Doble exposición, y al año siguiente el premio mayor del KOFIC, por Cruce imprudente. Aunque ninguno de estos guiones llegó a rodarse, su éxito le permitió obtener un contrato con Joyoung Films para rodar Cocodrilo (악어, Ag-o), la brutal historia de un grupo de personas sin hogar que viven bajo un puente sobreviviendo a fuerza de astucia y violencia. Ag-o anticipó la conjunción de la fotografía delicada y la trama brutal que caracterizaría a la obra subsiguiente de Kim. Obtuvo poco refrendo en la prensa coreana, pero consiguió una plaza en el Festival Internacional de Cine de Busan, donde se proyectó en la sección Panorama Coreano.[cita requerida]
El festival de Busan fue uno de los principales puntos de exhibición de Kim en los años siguientes. Su primer guion se transformó en Animales salvajes (야생동물 보호구역, Yasaeng dongmul bohoguyeog), rodada en 1996 en las calles de París, que se proyectó en el Festival Internacional de Vancouver. En 1998 La puerta azul (파란대문, Paran daemun) se elaboró sobre otro guion premiado por KOFIC y tuvo más exposición internacional, proyectándose en la Berlinale y en el Festival de Cine de Karlovy Vary. La puerta azul representa un cambio rotundo en el estilo fílmico de su autor, La misma es un híbrido entre el melodrama adolescente y la denuncia social, ambientada en una pequeña ciudad portuaria donde una joven prostituta es el único sustento de la familia que regenta el pequeño hostal donde lleva a sus clientes. La relación agridulce entre la hija de la familia empobrecida y la prostituta es uno de los puntos centrales del film, evocado luego en otras obras del autor.
En 2000 rodó dos películas: la muy experimental Ficción verdadera (실제상황, Siljae Sanghwang), rodada en apenas 200 minutos y montada en tiempo real. Ésta trata sobre un artista callejero, su exnovia y otros personajes que atraviesan la plaza en la que éste ofrece sus obras durante la hora larga que dura el film. Su otra obra de ese año es con la que daría el salto a la fama internacional y el reconocimiento de la crítica: La isla (섬, Seom), una morosa narración de la relación entre un fugitivo de la ley y la propietaria de un centro de pesca en la que los inquilinos habitan tiendas flotantes en el lago. La película se hizo notoria entre otras cosas por la crudeza de algunas de sus escenas que llevaron al desmayo de un crítico en su premiere en el Festival Internacional de Cine de Venecia. La presencia de una prostituta, una figura recurrente en la filmografía de Kim, atrajo la ira del público coreano. Además, la violencia de algunas de las escenas provocó reacciones de desagrado, pero la obra estableció firmemente a su autor como una presencia significativa y se proyectó en una docena de festivales en todo el mundo. Domicilio desconocido (수취인불명) abrió el festival de Venecia al año siguiente y Mala gente (나쁜 남자) —una nueva incursión en el mundo de la prostitución forzada y la violencia como vínculo amoroso— fue su primer éxito de taquilla, entre otras razones gracias a la presencia de Jo Jae-hyeon en el papel principal.
Su siguiente película, El guardacostas (Hae anseon) contó con la presencia de una estrella local, Jang Dong-kun, pero resultó menos efectiva que las anteriores. En el 2003 Primavera, verano, otoño, invierno... y otra vez primavera (봄여름가을겨울그리고봄, Bom yeoreum gaeul gyeoul geurigo bom) atrajo nuevamente la atención general, sobre todo por la mayor accesibilidad de un film desprovisto por completo de violencia. Con el debut de Kim como intérprete en el papel de un anciano monje budista, su obsesión con la violencia, la crueldad y la futilidad cíclica de la vida, esta pieza se centra en las diversas pasiones que atraviesan la vida de una persona. Fue también la primera de sus películas en alcanzar distribución a gran escala fuera de los festivales y fijó las bases para que las posteriores, Samaria (que obtuvo el Oso de Plata al mejor director en Berlín en el 2004) y Hierro 3 (ganadora del premio equivalente en Venecia) entraran en el circuito comercial.

## Fallecimiento
En noviembre del 2020 se instaló en Riga, capital de Letonia, ciudad en donde días después enfermaría a causa de la enfermedad COVID-19. Su situación empeoró y tuvo que ser ingresado de urgencia a un hospital, donde falleció a los 59 años de edad, el 11 de diciembre de ese mismo año.

## Filmografía
| Año  | Títulos en español                                                            | Título original en hangeul  | Título original romanizado           |
| ---- | ----------------------------------------------------------------------------- | --------------------------- | ------------------------------------ |
| 1996 | Cocodrilo                                                                     | 악어                        | Ageo                                 |
| 1996 | Animales salvajes                                                             | 야생동물 보호구역           | Yasaeng dongmul bohoguyeog           |
| 1998 | La puerta azul                                                                | 파란 대문                   | Paran daemun                         |
| 2000 | La isla                                                                       | 섬                          | Seom                                 |
| 2000 | Ficción verdadera / Ficción real                                              | 실제 상황                   | Shilje sanghwang                     |
| 2001 | Domicilio desconocido / Dirección desconocida                                 | 수취인불명                  | Suchwiin bulmyeong                   |
| 2001 | Mala gente / Zona 3                                                           | 나쁜 남자                   | Nabbeun namja                        |
| 2002 | El guardacostas                                                               | 해안선                      | Haeanseon                            |
| 2003 | Primavera, verano, otoño, invierno... y primavera / Las estaciones de la vida | 봄 여름 가을 겨울 그리고 봄 | Bom yeoreum gaeul gyeoul geurigo bom |
| 2004 | Por amor o por deseo                                                          | 사마리아                    | Samaria                              |
| 2004 | Hierro 3 / El espíritu de la pasión                                           | 빈 집                       | Bin-jip                              |
| 2005 | El arco                                                                       | 활                          | Hwal                                 |
| 2006 | Tiempo                                                                        | 시간                        | Shigan                               |
| 2007 | Aliento                                                                       | 숨                          | Soom                                 |
| 2008 | Sueño                                                                         | 비몽                        | Bimong                               |
| 2011 | Arirang                                                                       | 아리랑                      | Arirang                              |
| 2011 | Amén                                                                          | 아멘                        | Ahmen                                |
| 2012 | Piedad                                                                        | 피에타                      | Pieta                                |
| 2013 | Moebius                                                                       | 뫼비우스                    | Moebius                              |
| 2014 | One on one                                                                    | 일대일                      | One on one                           |
| 2015 | Stop                                                                          | 스톱                        | Seutop                               |
| 2017 | La red                                                                        |                             | Geumul                               |

### Trabajos en filmes de otros directores
| Año  | Título original en hangeul | Título original romanizado | Título en inglés | Labores                      |
| ---- | -------------------------- | -------------------------- | ---------------- | ---------------------------- |
| 2008 | 아름답다                   | Areumdapta                 | Beautiful        | Guionista y productor        |
| 2008 | 영화는 영화다              | Yeonghwaneun yeonghwada    | Rough cut        | Guionista y productor        |
| 2010 | 의형제                     | Uihyeongje                 | Secret reunion   | Argumentista (no acreditado) |
| 2011 | 풍산개                     | Pungsangae                 | Poongsan         | Guionista y productor        |

## Premios y distinciones
Festival Internacional de Cine de Cannes
| Año  | Categoría                | Película | Resultado |
| ---- | ------------------------ | -------- | --------- |
| 2011 | Premio Un Certain Regard | Arirang  | Ganador   |

Festival Internacional de Cine de Venecia
| Año  | Categoría                          | Película   | Resultado |
| ---- | ---------------------------------- | ---------- | --------- |
| 2000 | Premio Netpac-Mención especial     | La isla    | Ganador   |
| 2004 | León de Plata a la mejor dirección | Hierro 3   | Ganador   |
| 2004 | Premio FIPRESCI-Sección oficial    | Hierro 3   | Ganador   |
| 2004 | Premio SIGNIS-Mención especial     | Hierro 3   | Ganador   |
| 2004 | Pequeño León de Oro                | Hierro 3   | Ganador   |
| 2004 | Premio Special Director            | Hierro 3   | Ganador   |
| 2012 | León de Oro                        | Pietà      | Ganador   |
| 2012 | Leoncino d'Oro Agiscuola           | Pietà      | Ganador   |
| 2012 | Ratón de Oro                       | Pietà      | Ganador   |
| 2012 | Premio P. Nazareno Taddei          | Pietà      | Ganador   |
| 2014 | Premio Feodora - Mejor película    | One to one | Ganador   |

Festival Internacional de Cine de San Sebastián
| Año  | Categoría              | Película                                          | Resultado |
| ---- | ---------------------- | ------------------------------------------------- | --------- |
| 2003 | Premio TCM del Público | Primavera, verano, otoño, invierno... y primavera | Ganador   |